# Austrálie na letních olympijských hrách
Austrálie na letních olympijských hrách startovala celkem 30krát, poprvé na Olympijských hrách v Aténách roku 1896 a od té doby vyslala své sportovce na všechny následující letní olympijské hry. V letech 1908 a 1912 se Austrálie her účastnila společně s Novým Zélandem pod názvem Australasie.
Toto je přehled účastí, medailového zisku a vlajkonošů na dané sportovní události.

## Historie

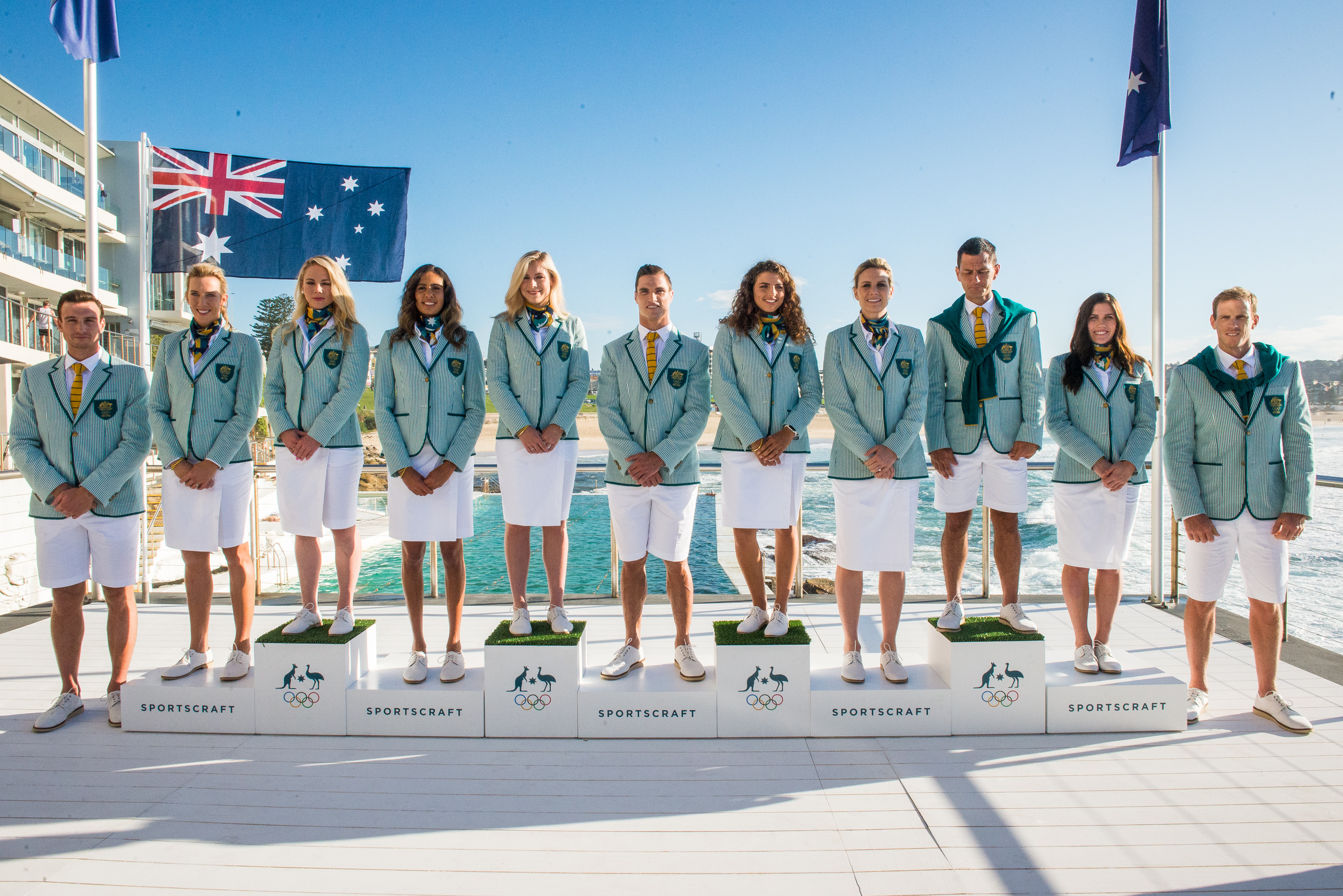
Slavnostní představení outfitu australských sportovců před Letními olympijskými hrami 2016 v Riu

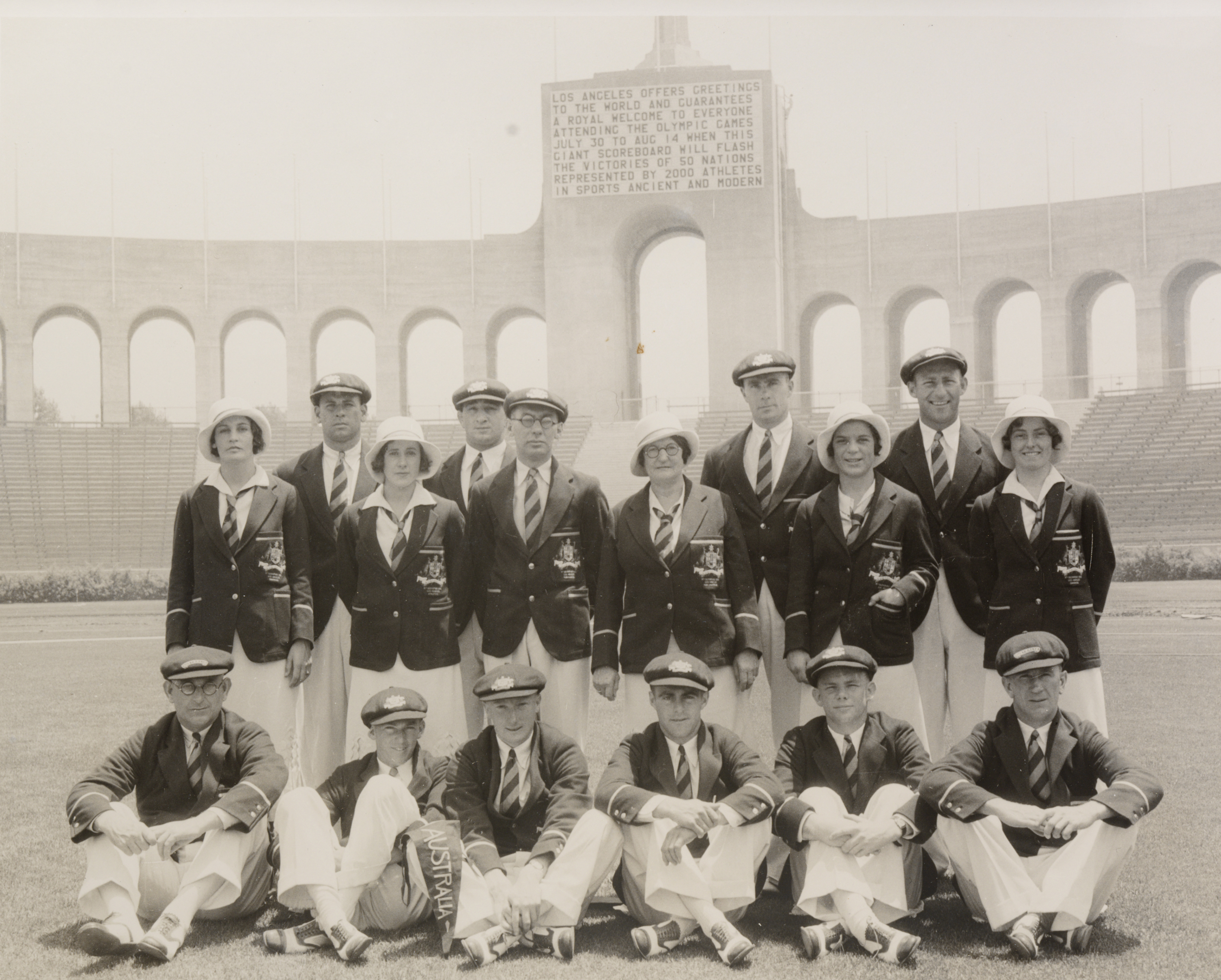
Australský olympijský tým atletů na LOH 1932 s tradičními tmavě zelenými, žlutě zdobenými saky. Stejnou kolekci použili sportovci na Letních olympijských hrách 2012 v Londýně

Austrálie se dosud zúčastnila všech letních olympijských her. Novozélanďan Leonard Cuff, atletický funkcionář, společně s baronem Pierrem de Coubertinem a předsedou Anglické amatérské atletické federace Charlesem Herbertem zajistil, aby byla oblast Australasie zastoupena již na prvních zasedáních Mezinárodního olympijského výboru v roce 1894. Ačkoli se původně předpokládalo, že se žádný australský (a ani novozélandský) sportovec nebude moci her v roce 1896 zúčastnit, Edwin Flack, australský účetní a amatérský atlet pracující v Londýně, si dokázal zařídit dovolenou a odcestoval do Athén, kde reprezentoval Austrálii a nakonec zvítězil v bězích na 800 a 1500 metrů. Austrálie a Nový Zéland byly v Mezinárodním olympijském výboru společně zastoupeny pod názvem Australasie až do roku 1920, přestože na hrách v letech 1908 a 1912 země soutěžily jako samostatné výpravy. Od roku 1920 obě země soutěží samostatně.
Austrálie se stala první zemí na jižní polokouli, která hostila olympijské hry – letní olympiáda se zde konala v roce 1956 v Melbourne a podruhé v roce 2000 v Sydney. Třetí letní olympijské hry se v Austrálii mají dle předpoklad uskutečnit v roce 2032 v Brisbane.
Austrálie dosahovala na letních olympijských hrách často nadprůměrných výsledků, tyto výsledky ovšem byly přerušeny na hrách v roce 1976. Po sérii her, kde Austrálie získávala nejméně pět zlatých a celkově sedmnáct medailí (od roku 1956), nezískala v tomto roce ani jednu zlatou a celkem jen pět medailí. Stalo se tak poprvé od olympiády v roce 1936, že Austrálie nezískala žádné zlato. Tato skutečnost vyvolala v zemi silnou odezvu a vedla v roce 1981 k založení Australského institutu sportu (AIS). Od té doby Austrálie zaznamenala zisk méně než 20 medailí pouze jednou – na olympiádě v roce 1988, a od té doby také získala na každé letní olympiádě nejméně tři zlaté medaile, přičemž jejich průměrný zisk činí 11 zlatých medailí na hry.

## Pořádání Olympijských her

### Pořádané hry
Austrálie pořádala letní olympijské hry dvakrát a bude pořádat potřetí v roce 2032:
| Olympijské hry            | Město     | Doba pořádání               | Počet zemí | Účastníků | Soutěží |
| ------------------------- | --------- | --------------------------- | ---------- | --------- | ------- |
| Letní olympijské hry 1956 | Melbourne | 22. listopadu – 8. prosince | 72         | 3 314     | 151     |
| Letní olympijské hry 2000 | Sydney    | 15. září – 1. října         | 199        | 10 651    | 300     |
| Letní olympijské hry 2032 | Brisbane  | 23. července – 8. srpna     | TBA        | TBA       | TBA     |

### Neúspěšné pokusy o pořadatelství
Austrálie se neúspěšně ucházela o pořadatelství letních olympijských her celkem třikát:
| Olympijské hry            | Navrhované město | Vybrané město |
| ------------------------- | ---------------- | ------------- |
| Letní olympijské hry 1988 | Melbourne        | Soul          |
| Letní olympijské hry 1992 | Brisbane         | Barcelona     |
| Letní olympijské hry 1996 | Melbourne        | Atlanta       |

## Účast na Letních olympijských hrách
| Dějiště LOH            | LOH      | Vlajkonoš                                           | Zlatá medaile | Stříbrná medaile | Bronzová medaile | Celkem |
| ---------------------- | -------- | --------------------------------------------------- | ------------- | ---------------- | ---------------- | ------ |
| 1896 Athény            | LOH 1896 | nebyl                                               | 2             |                  |                  | 2      |
| 1900 Paříž             | LOH 1900 | nebyl                                               | 2             |                  | 3                | 5      |
| 1904 St. Louis         | LOH 1904 | nebyl                                               |               | 3                | 1                | 4      |
| 1908 Londýn            | LOH 1908 | Henry St Aubyn Murray                               | 1             | 2                | 2                | 5      |
| 1912 Stockholm         | LOH 1912 | Malcolm Champion                                    | 2             | 2                | 3                | 7      |
| 1920 Antverpy          | LOH 1920 | George Parker                                       |               | 2                | 1                | 3      |
| 1924 Paříž             | LOH 1924 | Edwin Carr                                          | 3             | 1                | 2                | 6      |
| 1928 Amsterdam         | LOH 1928 | Bobby Pearce                                        | 1             | 2                | 1                | 4      |
| 1932 Los Angeles       | LOH 1932 | Boy Charlton                                        | 3             | 1                | 1                | 5      |
| 1936 Německo           | LOH 1936 | Dunc Gray                                           |               |                  | 1                | 1      |
| 1948 Londýn            | LOH 1948 | Les McKay                                           | 2             | 6                | 5                | 13     |
| 1952 Helsinky          | LOH 1952 | Merv Wood                                           | 6             | 2                | 3                | 11     |
| 1956 Melbourne         | LOH 1956 | Merv Wood                                           | 13            | 8                | 14               | 35     |
| 1960 Řím               | LOH 1960 | Jock Sturrock                                       | 8             | 8                | 6                | 22     |
| 1964 Tokio             | LOH 1964 | Ivan Lund                                           | 6             | 2                | 10               | 18     |
| 1968 Ciudad de México  | LOH 1968 | Bill Roycroft                                       | 5             | 7                | 5                | 17     |
| 1972 Mnichov           | LOH 1972 | Dennis Green                                        | 8             | 7                | 2                | 17     |
| 1976 Montréal          | LOH 1976 | Raelene Boyleová                                    |               | 1                | 4                | 5      |
| 1980 Moskva            | LOH 1980 | Denise Robertson                                    | 2             | 2                | 5                | 9      |
| 1984 Los Angeles       | LOH 1984 | Wayne Roycroft                                      | 4             | 8                | 12               | 24     |
| 1988 Soul              | LOH 1988 | Ric Charlesworth                                    | 3             | 6                | 5                | 14     |
| 1992 Barcelona         | LOH 1992 | Jenny Donnet                                        | 7             | 9                | 11               | 27     |
| 1996 Atlanta           | LOH 1996 | Andrew Hoy                                          | 9             | 9                | 23               | 41     |
| 2000 Sydney            | LOH 2000 | Andrew Gaze                                         | 16            | 25               | 17               | 58     |
| 2004 Athény            | LOH 2004 | Colin Beashel                                       | 17            | 16               | 17               | 50     |
| 2008 Peking            | LOH 2008 | James Tomkins                                       | 14            | 15               | 17               | 46     |
| 2012 Londýn            | LOH 2012 | Lauren Jacksonová                                   | 7             | 16               | 12               | 35     |
| 2016 Rio de Janeiro    | LOH 2016 | Anna Mearesová (zahájení) Kim Brennanová (ukončení) | 8             | 11               | 10               | 29     |
| 2020 Tokio             | LOH 2020 | Cate Campbellová Patty Mills                        | 17            | 7                | 22               | 46     |
| 2024 Paříž             | LOH 2024 | Jessica Foxová Eddie Ockenden                       | 18            | 19               | 16               | 53     |
| Celkem                 | 30       |                                                     | 182           | 192              | 226              | 600    |
| Zdroj na Olympedia.org |          |                                                     |               |                  |                  |        |

## Medaile dle sportů
| Sport              | Zlato | Stříbro | Bronz | Celkem |
| ------------------ | ----- | ------- | ----- | ------ |
| Plavání            | 76    | 78      | 76    | 230    |
| Atletika           | 22    | 29      | 32    | 83     |
| Cyklistika         | 18    | 21      | 21    | 60     |
| Jachting           | 13    | 11      | 8     | 32     |
| Veslování          | 13    | 15      | 17    | 45     |
| Kanoistika         | 8     | 9       | 15    | 32     |
| Jezdectví          | 6     | 5       | 4     | 15     |
| Střelba            | 5     | 4       | 3     | 12     |
| Pozemní hokej      | 4     | 1       | 5     | 10     |
| Potápění           | 3     | 4       | 8     | 15     |
| Skateboarding      | 2     | 1       | 1     | 4      |
| Tenis              | 2     | 1       | 4     | 7      |
| Triatlon           | 1     | 2       | 2     | 5      |
| Vodní pólo         | 1     | 1       | 2     | 4      |
| Vzpírání           | 1     | 1       | 2     | 4      |
| Plážový volejbal   | 1     | 1       | 1     | 3      |
| Taekwondo          | 1     | 1       | 0     | 2      |
| Lukostřelba        | 1     | 0       | 1     | 2      |
| Moderní pětiboj    | 1     | 0       | 0     | 1      |
| Ragby 7            | 1     | 0       | 1     | 2      |
| Basketbal          | 0     | 3       | 4     | 7      |
| Box                | 0     | 1       | 6     | 7      |
| Softball           | 0     | 1       | 3     | 4      |
| Wrestling          | 0     | 1       | 1     | 2      |
| Dálkové plavání    | 0     | 1       | 1     | 2      |
| Surfing            | 0     | 1       | 1     | 2      |
| Baseball           | 0     | 0       | 1     | 1      |
| Gymnastika         | 0     | 0       | 1     | 1      |
| Judo               | 0     | 0       | 1     | 1      |
| Celkem (30 účastí) | 182   | 192     | 226   | 600    |

Tyto celkové počty nezahrnují 11 medailí uznávaných Australským olympijským výborem: 10 medailí (3 zlaté, 4 stříbrné a 3 bronzové) získali Australané jako členové společného týmu Australasie v letech 1908 a 1912 (8 individuálně, 1 jako výhradně australský tým a 1 jako kombinovaný tým) a 1 bronzovou medaili získanou Edwinem Flackem v tenise roku 1896. Australský olympijský výbor tedy uznává, že Austrálie získala na letních olympijských hrách celkem 611 medailí (185 zlatých, 196 stříbrných a 230 bronzových).

## Členství v MOV
Austrálie má dva aktivní a dva čestné členy Mezinárodního olympijského výboru (IOC). Mezi aktivní členy patří právník John Coates zvolen členem IOC v roce 2001, kterého v roce 2013 následoval trojnásobný olympijský vítěz ve veslování James Tomkins, který byl o rok dříve zvolen do atletické komise IOC.
V roce 1977 byl sprinter Kevan Gosper zvolen členem IOC. Jeho členství skončilo v roce 2013 a od roku 2014 je pouze čestným členem. Druhým čestným členem je kanoista Phillip Coles, který byl zvolen členem IOC v roce 1982. Jeho členství skončilo v roce 2012.